# Киньонес, Хадер
Хадер Андрес Киньонес Кайседо (исп. Jader Andrés Quiñónes Caicedo; род. 12 декабря 2000 года, Флорида, Колумбия) — колумбийский футболист, полузащитник клуба «Агилас Дорадас».

## Клубная карьера
Киньонес — воспитанник клуба «Депортес Киндио». В 2018 году для получения игровой практики Хадер был отдал в аренду в «Бока Хуниорс Кали». 15 апреля в матче против «Льянерос» он дебютировал в колумбийской Примере B. 19 сентября в поединке против «Боготы» Хадер забил свой первый гол за «Бока Хуниорс Кали». По окончании аренды Киньонес вернулся в «Депортес Киндио». 14 августа 2019 года в матче против «Итагуи Леонес» он дебютировал за основной состав. В 2021 году Хадер помог клубу выйти в элиту. 18 июля в матче против «Хагуарес де Кордова» он дебютировал в Кубке Мустанга.
В начале 2022 года Киньонес перешёл в «Агилас Дорадас». 21 января в матче против «Атлетико Букараманга» он дебютировал за новый клуб. 